# Пупов, Егор Яковлевич
Егор Яковлевич Пупов (1909—1945) — старший сержант, участник Великой Отечественной войны, полный кавалер ордена Славы.

## Биография
Родился в 1909 году в деревне Гладкая в крестьянской семье. После получения начального образования и окончания спецкурсов устроился работать на МТС, позже в колхоз.
В Красной Армии с января 1942 года. В боях Великой Отечественной войны, начал принимать участие с марта 1942 года. Был ранен в феврале 1942 года. В 1943 году вступил в ВКП(б). В начале августа 1944 года во время отражения контратак врага вблизи населённого пункта Юзефув (Польша), Егор Пупов сумел сохранить позиции и при этом уничтожил 5 солдат противника. 9 августа 1944 был награждён орденом Славы 3-й степени. В конце августа того же года во время боёв за левый берег Вислы Егор Пупов проник в траншею противника и уничтожил пулемётный расчет и 4 немецких солдат. Во время этого боя был ранен, однако продолжал оставаться в строю. 26 октября 1944 года был награждён орденом Славы 2-й степени. В январе 1945 года вблизи города Радом (Польша) уничтожил приблизительно 20 немецких солдат. В феврале того же года в боях за Франкфурт-на-Одере (Германия) солдатами отделения, которым командовал Егор Пупов было уничтожено около взвода немецких солдат. Был представлен к награждению орденом Славы 1-й степени. 20 апреля 1945 года был тяжело ранен. 16 мая скончался в полевом эвакуационном госпитале (полевой эвакуационный пункт № 85) от полученных в бою ран. 31 мая 1945 года был награждён уже посмертно орденом Славы 1-й степени.
Был похоронен в Старошцине; позднее перезахоронен, по-видимому, в братскую могилу в Жепине.

## Награды
- Орден Отечественной войны 2-й степени (15 мая 1945)[4];
- Орден Славы 1-й степени (31 мая 1945)[5];
- Орден Славы 2-й степени (26 октября 1944 — № 5515)[6];
- Орден Славы 3-й степени (9 августа 1944 — № 124075)[7].

## Комментарии
1. ↑  В Котельничском уезде имелись две деревни Гладкая:
1) Гладкая (Балахонский), относившаяся к Синцовской, в 1920-е — к Круглыжской волости Котельничского уезда, в последующем входила в состав Бураковского сельсовета Черновского, затем Новотроицкого района; не сохранилась, ныне — территория Шабалинского района Кировской области[1];
2) Гладкая (Гладкораменский), относившаяся к Ключевской волости Котельничского уезда, в последующем входила в состав Журавлевского сельсовета Шабалинского, затем Новотроицкого района; не сохранилась, ныне — территория Шабалинского района Кировской области[2].